# شهرستان گازیمورو-زاوودسکی
شهرستان گازیمورو-زاوودسکی (به لاتین: Gazimuro-Zavodsky District) یک شهرستان در روسیه است که در سرزمین زابایکالسکی واقع شده‌است.